# Fribourg
Fribourg (nem. Freiburg im Üechtland) je mesto v Švici, glavno mesto švicarskega kantona Fribourg in okrožja Sarine. Fribourg/Freiburg ima tudi dvojezično univerzo (Universität Freiburg/Université de Fribourg) s šestimi fakultetami.

## Prebivalci
Prebivalci so v večini rimskokatoliki in govorijo francosko. 

### Znani prebivalci
- David Aebischer, vratar v ekipi Phoenix Coyotes
- Louis Agassiz, zoolog
- Johannes Bapst, predsednik Boston College od 1863–1869
- Jean Bourgknecht, politik
- Petrus Canisius, svetnik
- Joseph Deiss, politik
- Hans Fries, slikar
- Hans Gieng, kipar
- Jo Siffert, dirkač Formule 1
- Jean Tinguely, slikar in kipar
- Philip Kennedy, oxfordski teolog
- The Young Gods, "industrial" rock band

## Mestne četrti
- Bourg
- Beauregard
- Jura
- Pérolles
- Neuveville
- Auge
- Schoenberg
- Places
- Bourguillon

## Šport
- HC Fribourg-Gottéron, hokejski klub
- Benetton Fribourg Olympic, košarkarski klub
- FC Fribourg, nogometni klub

## Pobratena mesta
- Rueil-Malmaison